# Kingston (Wisconsin)
Pour les articles homonymes, voir Kingston.
Kingston est un village du comté de Green Lake, dans l'État du Wisconsin, aux États-Unis. En 2020, il comptait une population de 281 habitants.